# Stéphane Sachlikis
Stéphane Sachlikis, ou Sahlikis (en grec moderne Στέφανος Σαχλίκης), est un poète crétois, né vers 1331, mort avant 1403. Auparavant considéré comme actif vers 1470-1495, voire vers 1500, il est désormais tenu pour un auteur du XIVe siècle.

## Biographie
Stéphane Sachlikis commence à mener une vie dissolue très jeune. Ruiné, il se retire à la campagne, où il s'adonne à la chasse. Ses relations lui permettent d'obtenir un emploi d'avocat. S'il est dans un premier temps scandalisé par les mœurs des hommes de loi, il ne tarde pas à tirer lui aussi profit de son métier.

## Œuvre
Stéphane Sachlikis est un poète satirique, dont l'œuvre offre un tableau de la vie crétoise de son temps. Il est principalement connu pour deux poèmes autobiographiques. Il y raconte sa vie de mauvais garçon, sa fréquentation des lupanars, ou son séjour en prison. Il a pour cette raison pu être comparé au poète François Villon.

### Édition
- (el + fr) Stephanos Sakhlikis, Conseils à Franceschi, Maisonneuve, 1871. [lire en ligne]